# Семи-опера
Семи-опера, также семиопера (англ. semi-opera, от лат. semi- «полу-», букв. «полуопера») — характерный для английского музыкального театра XVII в. жанр, в котором разговорные диалоги сочетаются с музыкой и танцем. 

## Краткая характеристика
Источниками семи-оперы были, с одной стороны, «обычная» театральная пьеса, с другой,— маска, которая включала в себя музыку и танец. В отличие от музыки к спектаклю (театральной музыки, англ. incidental music) музыка в семи-опере более прочно интегрирована в драму (функции музыки не только иллюстративные). Кроме того, количество музыкальных «номеров» в семи-опере значительно больше, чем в рядовой incidental music. Обычное место музыки в семи-опере — лирические сцены, а также  сцены, изображающие сверхъестественные (например, божественные вмешательства) и природные явления. 
Первым заметным образцом жанра стал спектакль «Зачарованный остров» (англ. The Enchanted Island) по «Буре» Шекспира, поставленный (актёром, режиссёром и либреттистом) Томасом Беттертоном в 1674 г. Музыку к спектаклю написали несколько композиторов: Мэтью Локк (инструментальные вступления ко всем актам), Дж.Б. Драги (танцы), П. Хамфри, П. Реджо и Дж. Харт (вся вокальная музыка).
Наиболее значительный вклад в развитие жанра внёс Г. Пёрселл, который написал 5 семиопер: «Диоклетиан» (Dioclesian, 1690), «Король Артур» (King Arthur, 1691), «Королева фей» (The Fairy Queen, 1692), «Тимон Афинский» (Timon of Athens, 1694) и «Королева индейцев» (The Indian Queen, 1695). Отдельные арии (песни) и инструментальные интермедии из семи-опер Пёрселла приобрели всемирную популярность. Популярной семи-оперой, выдержавшей количество постановок, превосходившее любую другую английскую оперу (вплоть до «Оперы нищих» в 1728 г.), была «Островная принцесса» (The Island Princess, 1699) на музыку Р. Левериджа, Д. Пёрселла (брата Генри) и Дж. Кларка. Одну из последних семи-опер «Альцеста» написал в 1750 году Г.Ф. Гендель (не была поставлена; мировая премьера состоялась в рамках Английского Баховского фестиваля в 1984).
Семи-опера прекратила существование не потому, что тогдашние композиторы не смогли поддержать этот странный английский гибрид музыки, танца и драмы, а в результате неудачной лондонской театральной политики. С пришествием в начале XVIII в. моды на итальянскую оперу лондонские театры попали под гнёт заезжих певцов, требовавших серьёзных гонораров. Для улаживания конфликта между театрами офис лорда-гофмейстера потребовал разделения функций: театру «Друри-Лейн» дозволялось ставить пьесы без музыки, а «Театру Её Величества» на Хеймаркете (прежнее название театра — «Lincoln’s Inn Fields») — ставить оперы, т.е. сугубо музыкальные спектакли. Таким образом, семи-опера, в которой требовалось участие и драматических актёров и певцов, естественным образом зачахла.
Аналогичными (в известной мере) жанрами в музыкальном театре на континенте были французский водевиль, испанская сарсуэла, немецкий зингшпиль.